# Sigmops bathyphilus
Sigmops bathyphilus är en fiskart som först beskrevs av Vaillant, 1884.  Sigmops bathyphilus ingår i släktet Sigmops och familjen Gonostomatidae. Inga underarter finns listade i Catalogue of Life.